# 1160 в Україні

## Події
- Прогнаний з Києва Ізяслав Давидович здійснив невдалу спробу захопити Чернігів, а потім попросив підтримки в Андрія Боголюбського проти київського князя Ростислава Мстиславича.
- Ростислав застосував флотилію у битві з військом Ізяслава Давидовича при спробі останнього переправитися через Десну: «билися за Десну завзято,.. в насадах їздячи, і не пустили їх через ріку»[1].

## Особи

### Померли
- Еразм Печерський — православний святий, чернець Печерського монастиря в Києві, преподобний.
- Йоан Багатостраждальний — православний святий, чернець Печерського монастиря, преподобний.

## Засновані, зведені
- Собор Успіння Пресвятої Богородиці (Володимир)